# Wawrzyniec Ciołek
Wawrzyniec Ciołek herbu Ciołek – szlachcic polski, dworzanin królewski, rotmistrz jazdy obrony potocznej.

## Życiorys
Urodził się w polskiej rodzinie szlacheckiej Ciołków herbu własnego, wywodzącej się z Powsina w ziemi czerskiej na Mazowszu. Był synem Jakuba i Elżbiety ze Słąnków, skarbnikówny czerskiej. Jego dziad Andrzej był podkomorzym czerskim.
W 1522 wzmiankowany jako dworzanin króla Zygmunta Starego, w roku tym zapłacił zadośćuczynienie Krzysztofowi Rokickiemu, za zabicie podczas sprzeczki jego brata Klemensa. W 1524 Ciołek i inni wojskowi poręczył we Lwowie, pod wadium 4000 florenów, za Pieczychowskiego, który miał stawić się na każde wezwanie królewskie. 
Od 1527 wymieniany jest w dokumentach wojskowych jako rotmistrz jazdy potocznej na Podolu. 27 czerwca 1531 otrzymał list przypowiedni na sformowanie 300 konnej chorągwi jazdy, na wyprawę mołdawską poprowadził 291 żołnierzy, w tym 31 konny poczet własny. Wyróżnił się podczas walk o Pokucie, hetman wielki koronny Jan Tarnowski wspominał o jego męstwie w liście, z 5 sierpnia 1531, do Zygmunta Starego, polecając go łasce królewskiej. Był także protegowanym biskupa krakowskiego i podkanclerza Piotra Tomickiego, który polecał jego osobę arcybiskupowi gnieźnieńskiemu Maciejowi Drzewickiemu, jako męża virtute militare clarum et industrium (sławnego z cnót wojskowych). 22 sierpnia 1531 walczył w bitwie pod Obertynem.
W 1532 ożenił się z Dorotą ze Słąnków z Siedlca, wdową po Stanisławie Drwalewskim, w tym czasie wykupił za zezwoleniem króla wieś Brzeście w ziemi czerskiej.
 W 1535 wziął udział w wojnie z Moskwą, jego chorągiew wchodziła w skład korpusu Tarnowskiego. Latem 1538 brał udział w wyprawie odwetowej przeciw Rareszowi, hospodarowi mołdawskiemu i oblężeniu Chocimia, dowodził wówczas 250 konną chorągwią jazdy. Ostatni raz wzmiankowany jako rotmistrz chorągwi ziemi rawskiej w 1539,
zmarł bezpotomnie, prawdopodobnie w tymże roku.